# Чистія
Чистія (рум. Cistia) — село у повіті Бреїла в Румунії. Входить до складу комуни Фрекецей.
Село розташоване на відстані 159 км на схід від Бухареста, 54 км на південь від Бреїли, 82 км на північний захід від Констанци, 71 км на південь від Галаца.

## Населення
За даними перепису населення 2002 року у селі проживали 17 осіб, усі — румуни. Усі жителі села рідною мовою назвали румунську.